# Nicole Fontaine
Nicole Claude Marie Fontaine z domu Garnier (ur. 16 stycznia 1942 w Grainville-Ymauville, zm. 17 maja 2018) – francuska polityk, przewodnicząca Parlamentu Europejskiego w latach 1999–2002.

## Życiorys
Absolwentka prawa, ukończyła m.in. Instytut Nauk Politycznych w Paryżu. Pracowała jako prawnik, a od lat 70. we francuskim szkolnictwie katolickim. Autorka licznych publikacji m.in. poświęconych instytucji posła do Parlamentu Europejskiego.
Do Parlamentu Europejskiego po raz pierwszy została wybrana w 1984 z ramienia Unii na rzecz Demokracji Francuskiej. Skutecznie ubiegała się o reelekcję w wyborach 1989, 1994 i 1999.
20 lipca 1999 obok m.in. Mária Soaresa była kandydatką na stanowisko przewodniczącego PE, zwyciężyła w pierwszej turze głosowania. Funkcję tę sprawowała do 2002, zrezygnowała wówczas z mandatu posłanki, obejmując urząd ministra delegowanego ds. gospodarczych w gabinecie Jean-Pierre'a Raffarina. Przystąpiła wówczas do Unii na rzecz Ruchu Ludowego.
Z administracji rządowej odeszła w 2004 po tym, jak w wyborach ponownie została wybrana do Parlamentu Europejskiego. Weszła w skład grupy EPP-ED, a także Komisji Przemysłu, Badań Naukowych i Energii oraz Komisji Praw Kobiet. Członkinią Europarlamentu była do 2009.

## Odznaczenia
- Order Wolności (Kosowo, 2004)[5]